# Hans Meyer (geólogo)

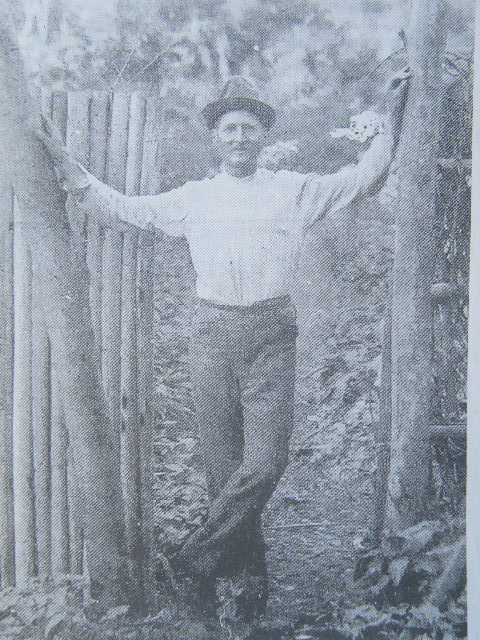
Hans Meyer 1889 Kilimanjaro

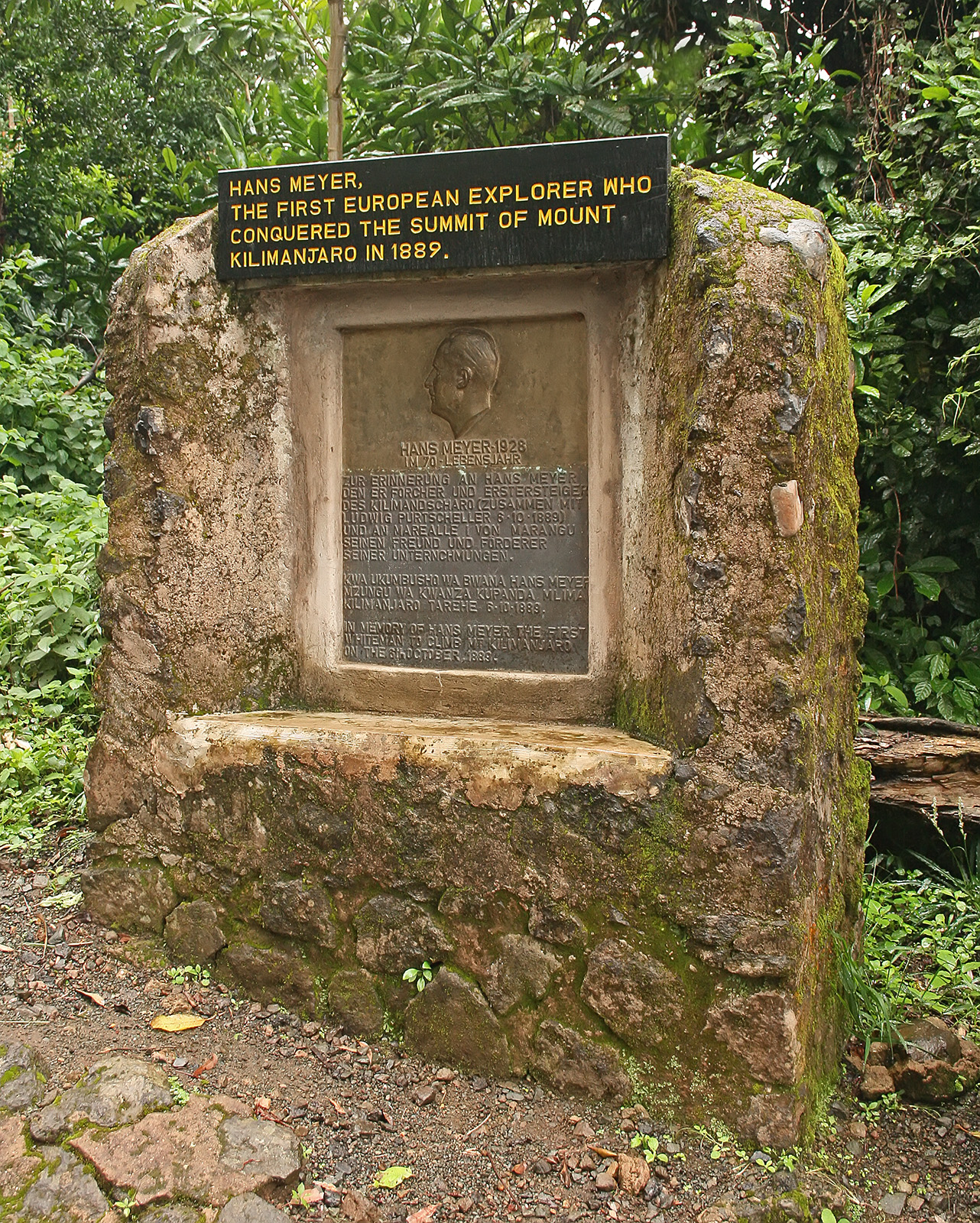
Memorial que reconoce el ascenso de Meyer al monte Kilimanjaro en el parque nacional del Kilimanjaro, Tanzania

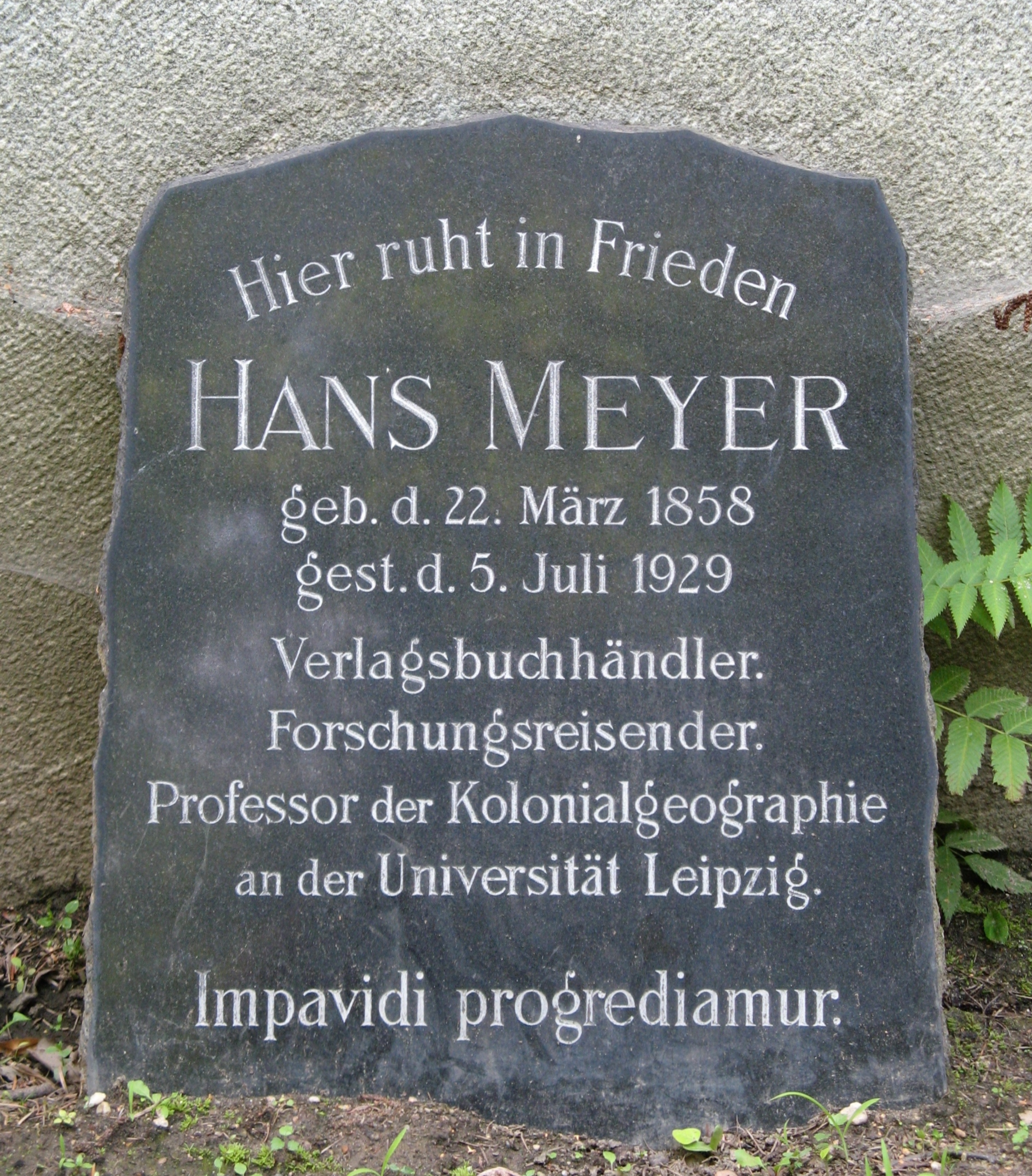
Lápida de Hans Meyer en Leipzig

Hans Heinrich Josef Meyer (Hildburghausen, 22 de marzo de 1858 – Leipzig, 5 de julio de 1929) fue un geógrafo alemán conocido por haber sido el primer europeo, junto a Ludwig Purtscheller, en alcanzar la cima del Kilimanjaro en 1889.

## Biografía
Hijo del editor Herrmann Julius Meyer (1826-1909), estudió ciencias e historia en Leipzig, Berlín y Estrasburgo, y luego viajó a India, Norteamérica y Sudáfrica. Posteriormente visitó el África Oriental y América del Sur. En 1884, ingresó en la editorial de su padre, el Bibliographisches Institut en Leipzig, y al año siguiente se convirtió en uno de los directores de la firma, pero continuó a intervalos con sus expediciones de exploración.
En 1887, durante su primer intento de escalar el Kilimanjaro, Meyer llegó a la base de Kibo, pero se vio obligado a retroceder pues no tenía el equipo necesario para caminar sobre la nieve profunda y el hielo. En 1888, junto con el cartógrafo austríaco Oscar Baumann, exploró la región de Usambara, con el propósito de continuar hacia el Kilimanjaro. Sin embargo, su avance se vio detenido debido a la llamada «Rebelión de Abushiri» (1888-1889). Baumann y Meyer fueron capturados y mantenidos como prisioneros, y sólo después de que se pagara un gran rescate al líder rebelde abushiri Salim Ibn al-Harthi los dos hombres fueron puestos en libertad.
En 1889, Meyer regresó al Kilimanjaro con el famoso alpinista austríaco Ludwig Purtscheller para un tercer intento de ascensión. Su equipo de escalada incluía dos jefes locales, nueve porteadores, un cocinero y un guía. Alcanzaron la cumbre en el borde sur del cráter en el cumpleaños número cuarenta de Purtscheller, el 6 de octubre de 1889. Meyer nombró esta cumbre, ahora conocida como Uhuru Point, como Kaiser Wilhelm Spitze. Después de descender, intentaron subir a la cumbre Mawenzi, pero solo alcanzaron un pico secundario, el pico Klute, antes de retirarse debido a una enfermedad. 
En honor a Meyer, la cumbre más alta de Mawenzi se conoce como Hans Meyer Peak. La primera ascensión de Hans Meyer Peak a la cumbre Kibo fue en 1912.
Además de sus hazañas africanas, Meyer hizo alpinismo en las Islas Canarias (1894) y en Ecuador (1904).
En 1899, se convirtió en profesor en la Universidad de Leipzig, donde en 1915 fue nombrado director del Instituto de Geografía Colonial. 

## Publicaciones
- Eine Weltreise  (Un viaje alrededor del mundo), 1885
- Zum Schneedom des Kilima-Ndscharo , 1888
- Ostafrikanische Gletscherfahrten , 1890 (traducido posteriormente al inglés por E.H.S. Calder como "Across East African Glaciers")
- Die Insel Tenerife  (La isla de Tenerife Tenerife), 1896
- Der Kilima-Ndscharo  (Kilimanjaro), 1900
- Die Eisenbahnen im tropischen Afrika  (Ferrocarriles en África tropical), 1902
- En den Hoch-Anden von Ecuador: Chimborazo, Cotopaxi, etc.  (En los Altos Andes de Ecuador: Chimborazo, Cotopaxi, etc.), dos volúmenes 1907
- Niederländisch-Ostindien. Eine länderkundliche Skizze  (Las Indias Holandesas; Boceto del país), 1922